# Tehuitzingo
Tehuitzingo är ett samhälle i delstaten Puebla i Mexiko och administrativ huvudort i kommunen med samma namn. Staden hade 5 456 invånare vid en folkräkning år 2010.